# 米洛拉德·查维奇

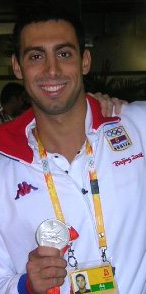

米洛拉德·查维奇（Milorad Čavić，1984年5月31日—），出生于美国加利福尼亚州安纳海姆，擁有美國和塞爾維亞雙重國籍，塞尔维亚游泳运动员。曾获2008年北京奥运男子100米蝶泳银牌。